# IC 3627
IC 3627 ist eine Spiralgalaxie vom Hubble-Typ Sa pec? im Sternbild Coma Berenices am Nordsternhimmel. Sie ist schätzungsweise 762 Millionen Lichtjahre von der Milchstraße entfernt.
Das Objekt wurde am 23. März 1903 von Max Wolf entdeckt.